# Filago (Lombardei)
Filago ist eine italienische Gemeinde (comune) in der Provinz Bergamo in der Region Lombardei mit 3052 Einwohnern (Stand 31. Dezember 2023).

## Geographie
Filago liegt zwölf km südwestlich der Provinzhauptstadt Bergamo und 35 km nordöstlich der Metropole Mailand.
Die Nachbargemeinden sind Bonate Sotto, Bottanuco, Brembate, Capriate San Gervasio, Dalmine, Madone, Osio Sopra und Osio Sotto.

## Sehenswürdigkeiten
- Die Pfarrkirche von Filago ist Santa Maria Assunta und San Rocco geweiht und stammt aus dem 16. Jahrhundert.

- Die Kirche der Madonna aus Lourdes aus dem 16. Jahrhundert.
- Die Überreste der antiken Ponte Corvo.
- Das Castello di Marne wurde im 15. Jahrhundert zerstört, jedoch wurde die Burg einige Jahre später von der Familie Avogradi neu errichtet.

## Wirtschaft
Bayer unterhält einen Standort in Filago, der nach eigenen Angaben als erster italienischer Chemiepark eine Zertifizierung nach EMAS II erhielt. Es werden Ernteschutzmittel und Kunststoffe hergestellt.